# Carabobo
Carabobo é um dos vinte e três estados da Venezuela que, junto ao Distrito Capital e as Dependências federais, formam a República Bolivariana da Venezuela. Sua capital é a cidade de Valência. Está situado no Centro-Norte do país, na região administrativa Central. Se limita ao Norte com o Mar do Caribe, ao Leste com o estado de Aragua, ao Sul com Guárico e Cojedes e ao Oeste com Yaracuy. Com 4650 km² é o terceiro estado de menor extensão do país. Contava até 2016 2.886.093 habitantes.

## Etimologia
Existem várias versões sobre a origem do nome do estado. Em uma delas, se diz que se refere a uma palavra proveniente do idioma arawaco: Kurau que significa Folha e bo que quer dizer água. O bo repetido pode querer dizer que há muita água ou quebradas. Assim, Carabobo significaria "Folha de Águas" ou "Folha de Quebradas". .

### Divisões administrativas
O estado de Carabobo está dividido em 14 municípios autônomos e 38 paróquias civis.

### Lista de Municípios
1. Bejuma (Bejuma)
2. Carlos Arvelo (Guigue)
3. Diego Ibarra (Mariara)
4. Guacara (Guacara)
5. Juan José Mora (Morón)
6. Libertador (Tocuyito)
7. Los Guayos (Los Guayos)
8. Miranda (Miranda)
9. Montalbán (Montalbán)
10. Naguanagua (Naguanagua)
11. Puerto Cabello (Puerto Cabello)
12. San Diego (San Diego)
13. San Joaquín (San Joaquín)
14. Valencia (Valência)

## Esporte
Os esportes considerados mais populares no estado são o Beisebol, o Futebol e o Basquetebol, sendo o primeiro o esporte mais popular e o segundo o que conta com mais praticantes em todas as idades.
O estado conta com equipes profissionais nas modalidades:
- Beisebol - Navegantes del Magallanes
- Futebol - Carabobo Fútbol Club e Academia Puerto Cabello da Primeira Divisão da Venezuela. Também o CIV Valencia e o Valencia Sport Club da "Segunda Division B".
- Basquete - Trotamundos de Carabobo